# 河野和洋
河野 和洋（こうの かずひろ、1974年12月26日 - ）は、高知県出身の元プロ野球選手、野球指導者。帝京平成大学硬式野球部監督などを歴任。

## 経歴
河野が一躍有名になったのが、1992年8月に開催された第74回全国高等学校野球選手権大会（阪神甲子園球場）に明徳義塾高等学校のエースとして出場したことである。当時はエースだが背番号は8番で、同年8月16日に行われた2回戦（対星稜高等学校戦）で、監督の馬淵史郎の指示によって、星稜の4番・松井秀喜を5打席連続で敬遠した。
明徳義塾高等学校から専修大学へ進学すると野手に専念するようになり、3年までに東都大学野球連盟2部リーグで通算16本塁打を放つ。4年春から1部リーグへ昇格すると主将としてチームを牽引、同年秋にはベストナインに輝くなど、4年間で21本塁打を含む通算111安打を記録した。河野はプロ志望届を提出するが同年のドラフト会議では指名されなかった。大学時代の同期には、広島東洋カープへ入団した黒田博樹がいる。
専修大学卒業後は社会人野球・ヤマハへ進み、2年半ほどプレーした。1999年からは母校・専修大学のコーチを務めていたが、その後もプロ入りを模索しながらノーザンリーグのセントポール・セインツ、クラブチームの千葉熱血MAKINGでもプレー、特に千葉熱血MAKINGでは選手兼任監督として所属しつつ、大学職員として開智国際大学野球部のコーチも兼任していた。2016年11月5日に現役を引退。NPB加盟のプロ野球球団への入団は遂に叶わなかった。
現役引退後は「指導者として甲子園に出たい」と述べていたが、当時、海外のプロ経験者は学生野球資格回復制度の対象外で研修会に参加することが出来なかった。この制度は2018年に規約が改正され、資格を回復した2019年2月に千葉県大学野球連盟2部リーグ（2022年からは東都大学野球連盟所属）・帝京平成大学硬式野球部のコーチに就任、同年11月には監督に就任した。
2022年9月12日に泥酔して都内のマンションで器物損壊事件を起こしたため、同月30日付で帝京平成大学の嘱託職員を依願退職し、監督も退任していたことが10月5日にわかった。
その後、2023年度から活動開始予定の帝京科学大学・東京西キャンパスで創部の硬式野球部の選手集め等、立ち上げに尽力。同部は山梨県初の女子硬式野球部の活動も2024年度から開始予定である。